# Contre-la-montre par équipes masculin aux championnats du monde de cyclisme sur route 2015
Navigation
Ponferrada 2014 Doha 2016
Le contre-la-montre par équipes de marques masculin aux championnats du monde de cyclisme sur route 2015 a lieu le 20 septembre 2015 à Richmond, aux États-Unis. Il s'agit de la 4e édition disputée depuis son introduction en 2012. Il s'agit de la 27e épreuve de l'UCI World Tour 2015.
L'équipe américaine BMC Racing, vainqueur en 2014, conserve son titre.

## Parcours

Profil de la course

## Participation
Les dix-sept UCI ProTeam ont l'obligation de participer à ce championnat. Des invitations sont également envoyées aux 20 meilleures équipes de l'UCI Europe Tour 2015, aux 5 meilleures équipes de l'UCI America Tour 2015 et de l'UCI Asia Tour 2015 et les meilleures équipes de l'UCI Africa Tour 2015 et l'UCI Oceania Tour 2015 en date du 15 août 2015. Les équipes qui acceptent l'invitation dans les délais ont le droit de participer. Chaque équipe participante peut enregistrer neuf coureurs de son équipe (hors stagiaires) et doit choisir six coureurs pour participer à l'épreuve.

## Favoris
Les favoris de ces championnats du monde par équipes sont Etixx-Quick Step, BMC Racing, Orica-GreenEDGE, Sky et Movistar.

## Primes
L'UCI attribue un total de 83 331 € aux cinq premières équipes de l'épreuve.
| Position | 1er      | 2e       | 3e       | 4e      | 5e      | Total    |
| Montant  | 33 333 € | 20 833 € | 16 666 € | 8 333 € | 4 166 € | 83 331 € |

## Classement

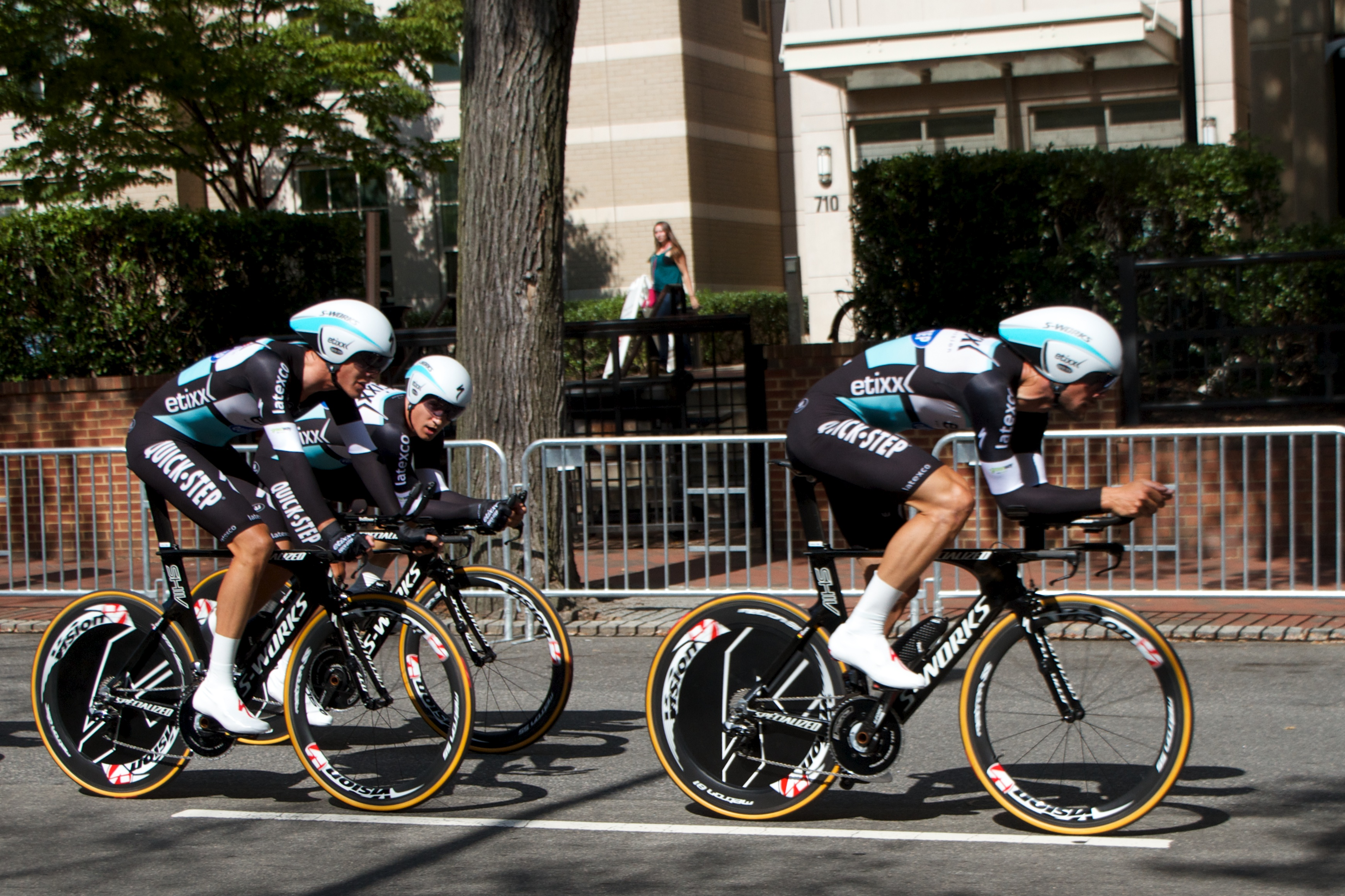
L'équipe Etixx-Quick Step termine deuxième

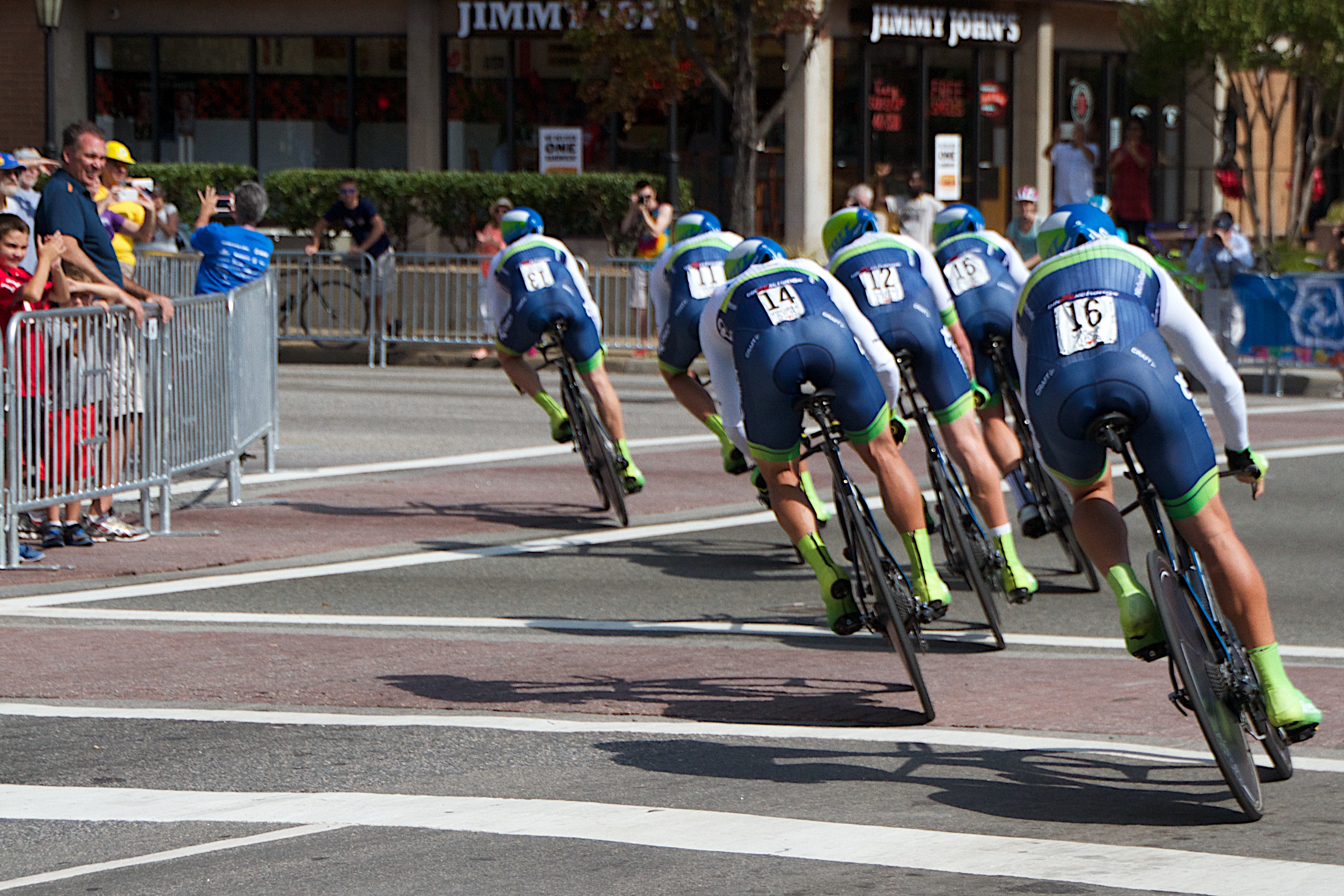
L'équipe Orica-GreenEDGE se classe quatrième

| Classement                | Équipe                                                                                                | Temps           |
| ------------------------- | --- | --------------- |
| Médaille d'or, monde      | BMC Racing Rohan Dennis Silvan Dillier Stefan Küng Daniel Oss Taylor Phinney Manuel Quinziato         | 42 min 7 s 97   |
| Médaille d'argent, monde  | Etixx-Quick Step Tom Boonen Michał Kwiatkowski Yves Lampaert Tony Martin Niki Terpstra Rigoberto Urán | + 11 s 35       |
| Médaille de bronze, monde | Movistar Andrey Amador Jonathan Castroviejo Alex Dowsett Ion Izagirre Adriano Malori Jasha Sütterlin  | + 30 s 11       |
| 4                         | Orica-GreenEDGE                                                                                       | + 53 s 73       |
| 5                         | Giant-Alpecin                                                                                         | + 1 min 3 s 69  |
| 6                         | Lotto NL-Jumbo                                                                                        | + 1 min 17 s 3  |
| 7                         | Lotto-Soudal                                                                                          | + 1 min 26 s 47 |
| 8                         | Astana                                                                                                | + 1 min 37 s 13 |
| 9                         | Sky                                                                                                   | + 1 min 41 s 17 |
| 10                        | Trek Factory Racing                                                                                   | + 1 min 46 s 60 |
| 11                        | FDJ                                                                                                   | + 1 min 48 s 42 |
| 12                        | Cannondale-Garmin                                                                                     | + 1 min 49 s 80 |
| 13                        | IAM                                                                                                   | + 1 min 57 s 67 |
| 14                        | AG2R La Mondiale                                                                                      | + 2 min 3 s 73  |
| 15                        | Lampre-Merida                                                                                         | + 2 min 7 s 61  |
| 16                        | Topsport Vlaanderen-Baloise                                                                           | + 2 min 19 s 32 |
| 17                        | Optum-Kelly Benefit Strategies                                                                        | + 2 min 23 s 90 |
| 18                        | Katusha                                                                                               | + 2 min 33 s 13 |
| 19                        | UnitedHealthcare                                                                                      | + 2 min 56 s 19 |
| 20                        | Jelly Belly-Maxxis                                                                                    | + 3 min 41 s 63 |
| 21                        | Hincapie Racing                                                                                       | + 3 min 43 s 58 |
| 22                        | Jamis-Hagens Berman                                                                                   | + 4 min 37 s 17 |
| 23                        | Vino 4ever                                                                                            | + 4 min 43 s 84 |
| 24                        | Champion System-Stan's NoTubes                                                                        | + 5 min 14 s 51 |
| 25                        | Lupus Racing                                                                                          | + 5 min 18 s 72 |
| 26                        | Astellas                                                                                              | + 5 min 58 s 54 |
| 27                        | Tinkoff-Saxo                                                                                          | + 8 min 11 s 44 |

## Liste des engagés
Les équipes suivantes sont inscrites à la compétition.
| UCI ProTeam         | Coureurs                                                                                                  |
| ------------------- | --- |
| AG2R La Mondiale    | Gediminas Bagdonas Damien Gaudin Patrick Gretsch Hugo Houle Christophe Riblon Johan Vansummeren           |
| Astana              | Lars Boom Jakob Fuglsang Andriy Grivko Tanel Kangert Alexey Lutsenko Luis León Sánchez                    |
| BMC Racing          | Rohan Dennis Silvan Dillier Stefan Küng Daniel Oss Taylor Phinney Manuel Quinziato                        |
| Cannondale-Garmin   | Kristjan Koren Sebastian Langeveld Alan Marangoni Moreno Moser Ramūnas Navardauskas Dylan van Baarle      |
| Etixx-Quick Step    | Tom Boonen Michał Kwiatkowski Yves Lampaert Tony Martin Niki Terpstra Rigoberto Urán                      |
| FDJ                 | Arnaud Démare Alexandre Geniez Matthieu Ladagnous Johan Le Bon Steve Morabito Jérémy Roy                  |
| Giant-Alpecin       | Nikias Arndt Tom Dumoulin Chad Haga Tobias Ludvigsson Georg Preidler Ramon Sinkeldam                      |
| IAM                 | Matthias Brändle Stef Clement Jérôme Coppel Reto Hollenstein Jarlinson Pantano Aleksejs Saramotins        |
| Katusha             | Sergey Chernetskiy Viatcheslav Kouznetsov Sergueï Lagoutine Alexander Porsev Gatis Smukulis Ilnur Zakarin |
| Lampre-Merida       | Mattia Cattaneo Rui Costa Luka Pibernik Rubén Plaza Jan Polanc Nélson Oliveira                            |
| Lotto-Soudal        | Lars Bak Tiesj Benoot Tony Gallopin Gregory Henderson Jürgen Roelandts Tim Wellens                        |
| Lotto NL-Jumbo      | Robert Gesink Wilco Kelderman Tom Leezer Maarten Tjallingii Jos van Emden Sep Vanmarcke                   |
| Movistar            | Andrey Amador Jonathan Castroviejo Alex Dowsett Ion Izagirre Adriano Malori Jasha Sütterlin               |
| Orica-GreenEDGE     | Sam Bewley Luke Durbridge Michael Hepburn Michael Matthews Jens Mouris Svein Tuft                         |
| Sky                 | Vasil Kiryienka Danny Pate Salvatore Puccio Luke Rowe Ian Stannard Elia Viviani                           |
| Tinkoff-Saxo        | Manuele Boaro Maciej Bodnar Christopher Juul Jensen Michael Rogers Peter Sagan Michael Valgren            |
| Trek Factory Racing | Marco Coledan Stijn Devolder Fabio Felline Markel Irizar Jesse Sergent Riccardo Zoidl                     |

| Équipes invitées               | Coureurs                                                                                                  |
| ------------------------------ | --- |
| Topsport Vlaanderen-Baloise    | Victor Campenaerts Pieter Jacobs Oliver Naesen Stijn Steels Arthur Vanoverberghe Jelle Wallays            |
| Vino 4ever                     | Stepan Astafyev Zhandos Bizhigitov Aleksandr Chouchemoïne Yevgeniy Gidich Dmitriy Lukyanov Oleg Zemlyakov |
| Astellas                       | Cortlan Brown Brandon Feehery Daniel Gardner Max Jenkins Jake Silverberg Jake Sitler                      |
| Champion System-Stan's NoTubes | Charles Cassin Drew Christopher Andrew Clemence Bryan Gómez Max Korus George Simpson                      |
| Hincapie Racing                | Mac Brennan Oscar Clark Andžs Flaksis Tyler Magner Toms Skujiņš Dion Smith                                |
| Jamis-Hagens Berman            | Luis Amarán Lucas Sebastián Haedo Daniel Jaramillo Stephen Leece Carson Miller David Williams             |
| Jelly Belly-Maxxis             | Alexandr Braico Gavin Mannion Lachlan Morton Fred Rodriguez Taylor Shelden Nicolae Tanovitchii            |
| Lupus Racing                   | Matthieu Jeannès Evan Murphy Kyle Murphy Michael Olheiser Mike Stone Thomas Vaubourzeix                   |
| Optum-Kelly Benefit Strategies | Ryan Anderson Jesse Anthony Guillaume Boivin Thomas Soladay Tom Zirbel Scott Zwizanski                    |
| UnitedHealthcare               | Carlos Alzate Adrian Hegyvary Karl Menzies John Murphy Kiel Reijnen Bradley White                         |

### UCI World Tour
Ce contre-la-montre par équipes masculin aux championnats du monde de cyclisme sur route attribue des points pour l'UCI World Tour 2015, par équipes uniquement aux équipes ayant un label WorldTeam, individuellement uniquement aux coureurs des équipes ayant un label WorldTeam.
| Position,          | 1er | 2e  | 3e  | 4e  | 5e  | 6e  | 7e  | 8e | 9e | 10e |
| Classement général | 200 | 170 | 140 | 130 | 120 | 110 | 100 | 90 | 80 | 70  |

#### Classement individuel
Ci-dessous, le classement individuel de l'UCI World Tour à l'issue de la course.
| Rang | Coureur            | Équipe        | Points |
| ---- | ------------------ | ------------- | ------ |
| 1    | Alejandro Valverde | Movistar      | 615    |
| 2    | Joaquim Rodríguez  | Katusha       | 474    |
| 3    | Nairo Quintana     | Movistar      | 457    |
| 4    | Alexander Kristoff | Katusha       | 453    |
| 5    | Fabio Aru          | Astana        | 448    |
| 6    | Christopher Froome | Sky           | 430    |
| 7    | Alberto Contador   | Tinkoff-Saxo  | 407    |
| 8    | Greg Van Avermaet  | BMC Racing    | 324    |
| 9    | Rui Costa          | Lampre-Merida | 324    |
| 10   | Richie Porte       | Sky           | 314    |

#### Classement par pays
Ci-dessous, le classement par pays de l'UCI World Tour à l'issue de la course.
| Rang | Pays        | Points |
| ---- | ----------- | ------ |
| 1    | Espagne     | 1 833  |
| 2    | Colombie    | 1 069  |
| 3    | Royaume-Uni | 1 041  |
| 4    | Italie      | 1 006  |
| 5    | Belgique    | 905    |
| 6    | Pays-Bas    | 848    |
| 7    | France      | 781    |
| 8    | Australie   | 777    |
| 9    | Allemagne   | 587    |
| 10   | Norvège     | 453    |

#### Classement par équipes
Ci-dessous, le classement par équipes de l'UCI World Tour à l'issue de la course.
| Rang | Équipe           | Points |
| ---- | ---------------- | ------ |
| 1    | Movistar         | 1 559  |
| 2    | Katusha          | 1 526  |
| 3    | Sky              | 1 334  |
| 4    | Etixx-Quick Step | 1 158  |
| 5    | BMC Racing       | 1 010  |
| 6    | Astana           | 1 006  |
| 7    | Tinkoff-Saxo     | 929    |
| 8    | Orica-GreenEDGE  | 825    |
| 9    | Lotto-Soudal     | 802    |
| 10   | Giant-Alpecin    | 649    |